# Call Detail Record
Registro de Detalhes da Chamada ou Call Detail Record (CDR) é o registro produzido por uma conexão telefônica contendo detalhes da chamada que utilizou esta conexão. 

## Características
Um CDR é composto por campos que servem para identificar e descrever a chamada. Alguns exemplos: 
- O número que realizou a chamada (número de A);
- O número que recebeu a chamada (número de B);
- Data e hora de início da chamada;
- Duração da chamada;
- O identificador da conexão telefônica que escreveu o registro;
- Um número sequencial identificando o registro;
- Dígitos adicionais do número B, utilizado para direcionar corretamente a conexão da chamada;
- O resultado da chamada (se foi atendido, se estava ocupado etc.);
- O meio pelo qual a chamada foi iniciada ou interrompida;
- Falhas de conexão encontradas;
- Recursos utilizados durante a chamada, como por exemplo chamada em espera ou redirecionamento de chamada.

Cada fabricante define quais campos existem e como são formatados. A central pode, por exemplo, não enviar a duração para chamadas não-completadas, ou ainda enviar a hora de fim da ligação no lugar da duração.
CDRs são usados como fonte para o processo de bilhetagem e faturamento.